# Pachira stenopetala
Pachira stenopetala là một loài thực vật có hoa trong họ Cẩm quỳ. Loài này được Casar. mô tả khoa học đầu tiên năm 1842.